# Eugène Jouy d'Arnaud
Pour les articles homonymes, voir Jouy.
Pierre Louis François Antoine Eugène Jouy d'Arnaud, né le 23 janvier 1807 à Carcassonne (Aude) et mort le 29 juillet 1894 dans cette même ville, est un homme politique français.

## Biographie
Propriétaire, maire de Carcassonne, il est député de l'Aude de 1849 à 1851, siégeant à droite avec les monarchistes. Il est maire de Perpignan de 1855 à 1862 après son beau-père Bernard Arnaud.
Il repose au cimetière Saint-Vincent de Carcassonne.

### Distinction
- Chevalier de la Légion d'honneur (1856)